# Bathytroctes squamosus
Bathytroctes squamosus är en fiskart som beskrevs av Alcock, 1890. Bathytroctes squamosus ingår i släktet Bathytroctes och familjen Alepocephalidae. Inga underarter finns listade.